# Gaz parfait
 (avril 2018).
Si vous disposez d'ouvrages ou d'articles de référence ou si vous connaissez des sites web de qualité traitant du thème abordé ici, merci de compléter l'article en donnant les références utiles à sa vérifiabilité et en les liant à la section « Notes et références ».

Cycles de Carnot pour un gaz parfait de Laplace monoatomique dans des diagrammes volume-pression (V, P) et entropie-température (S, T). Parce que les lignes isothermes et adiabatiques sont équidistantes au sens de la température absolue et de l'entropie, tous les losanges curvilignes élémentaires ont même aire. La mesure de cette aire est égale au travail que fournit le gaz quand son point représentatif parcourt les cycles entourant ces surfaces dans le sens horaire.

Le gaz parfait est un modèle thermodynamique décrivant le comportement des gaz réels à basse pression.
Ce modèle a été développé du milieu du XVIIe siècle au milieu du XVIIIe siècle et formalisé au XIXe siècle. Il est fondé sur l'observation expérimentale selon laquelle tous les gaz tendent vers ce comportement à pression suffisamment basse, quelle que soit la nature chimique du gaz, ce qu'exprime la loi d'Avogadro, énoncée en 1811 : la relation entre la pression, le volume et la température est, dans ces conditions, indépendante de la nature du gaz. Cette propriété s'explique par le fait que lorsque la pression est faible, les molécules de gaz sont suffisamment éloignées les unes des autres pour que l'on puisse négliger les interactions électrostatiques qui dépendent, elles, de la nature du gaz (molécules plus ou moins polaires). De nombreux gaz réels vérifient avec une excellente approximation le modèle du gaz parfait dans les conditions normales, notamment les gaz principaux de l'air, le diazote N2 et le dioxygène O2.

## Description d'un gaz parfait
Sur le plan macroscopique, un gaz parfait doit simultanément vérifier les :
- loi de Boyle-Mariotte : à température constante, le produit de la pression {\displaystyle P} par le volume {\displaystyle V}, {\displaystyle PV}, est constant lorsque la pression est faible,

- loi d'Avogadro : tous les gaz parfaits ont le même volume molaire {\displaystyle V_{m}} dans les mêmes conditions de pression et de température,

- loi de Charles : à pression constante, le volume est directement proportionnel à la température,

- loi de Gay-Lussac : à volume constant, la pression est proportionnelle à la température,

- loi de Dalton : la pression totale exercée par un mélange de gaz est égale à la somme des pressions que chaque gaz exercerait s'il était seul, c'est-à-dire des pressions partielles.

Sur le plan microscopique, la théorie cinétique des gaz permet de retrouver ce comportement : un gaz parfait est un gaz dont les molécules n'interagissent pas entre elles en dehors des chocs et ont une taille négligeable par rapport à la distance intermoléculaire moyenne. L'énergie du gaz parfait est donc la somme de l'énergie cinétique du centre de masse des molécules et de l'énergie interne de chaque molécule (rotation, oscillation). Lorsque ces deux énergies sont proportionnelles, on a le gaz parfait de Laplace.

## Équation d'état: la loi des gaz parfaits

### Expression
Comme pour tout gaz, l'état d'équilibre thermodynamique d'un gaz parfait est fixé pour {\displaystyle n} moles de molécules, par deux paramètres macroscopiques, au choix. Les autres paramètres peuvent se calculer à partir des deux paramètres choisis par l'équation d'état.
L'équation la plus couramment utilisée est l'équation des gaz parfaits.
On peut l'écrire différemment, dans une approche plus microscopique où l'on considère le nombre de molécules contenu dans une unité de volume.
En thermodynamique, une autre version est couramment utilisée :
Dans ces expressions, 
- {\displaystyle P} est la pression du gaz (en pascal) ;
- {\displaystyle V} est le volume occupé par le gaz (en mètre cube) ;
- {\displaystyle n} est la quantité de matière (en mole) ;
- {\displaystyle N} est le nombre de particules ;
- {\displaystyle R} est la constante universelle des gaz parfaits : {\displaystyle R} = 8,314 462 1 J K−1 mol−1 ; on a en fait {\displaystyle R=N_{A}\,k_{B}} où {\displaystyle N_{A}} est le nombre d'Avogadro (6,022 × 1023 mol -1) et {\displaystyle k_{B}} est la constante de Boltzmann (1,38 × 10−23 J K−1) ;
- {\displaystyle T} est la température absolue (en kelvin) ;
- {\displaystyle v} est le volume massique (ou volume spécifique), l'inverse de la masse volumique ({\displaystyle v={\frac {1}{\rho }}}) (en mètre cube par kilogramme (m3/kg) ;
- {\displaystyle r} est une constante qui dépend du gaz, elle est définie comme suit {\displaystyle r={\frac {R}{M}}} où {\displaystyle M} est la masse molaire du gaz considéré. Pour l'air, {\displaystyle r} = 8,314472 / (28,965 338 × 10−3) ≈ 287 J kg−1 K−1.

Cette équation dérive d'autres lois trouvées auparavant : la loi de Charles, la loi de Boyle-Mariotte et la loi de Gay-Lussac.
Application numérique :
- pour une pression d'une atmosphère ({\displaystyle P=P_{0}} = 1,013 25 × 105 Pa) ;
- et une température de 0 °C ({\displaystyle T=T_{0}} = 273,15 K, température de la glace fondante sous {\displaystyle P_{0}}),

le volume molaire est 
{\displaystyle V_{0}} = 22,413 996(39) L/mol
On retient en général la valeur approchée 22,4 L/mol.
Cela donne un volume par molécule (volume « libre » autour de la molécule, indépendamment de sa dimension) :
{\displaystyle {\frac {V_{0}}{N}}}
si l'on assimile ce volume libre à un cube, alors l'arête de ce cube est globalement la distance moyenne séparant les molécules à chaque instant, que l'on appelle « longueur de Loschmidt » {\displaystyle d_{0}}. Cette valeur est la racine cubique du volume « libre » :
{\displaystyle d_{0}} = 3,338 792 5 nm
on utilise en général la valeur approchée 3,33 nm.
Pour une pression valant un millionième de la pression atmosphérique ({\displaystyle P_{0}}/1 000 000), la distance interparticulaire est 333 nm (un tiers de micromètre) et est indépendante de la nature du gaz.

### Démonstration (mécanique statistique)
On considère un gaz parfait constitué de N particules identiques. L'état de chaque particule est caractérisé par sa position {\displaystyle {\vec {q}}_{i}} et sa quantité de mouvement {\displaystyle {\vec {p}}_{i}}. Chaque particule a une énergie cinétique proportionnelle au carré de sa vitesse {\displaystyle {\frac {p_{i}^{2}}{2m}}}, les particules peuvent échanger de l'énergie entre elles de façon conservative.
Étant donné une énergie totale {\displaystyle E_{0}}, il existe de nombreuses configurations de l'espace des phases {\displaystyle (p,q)=\{({\vec {p}}_{i},{\vec {q}}_{i}),1\leq i\leq N\}\in \mathbb {R} ^{3N}\times \mathbb {R} ^{3N}} correspondant à ce niveau d'énergie.
On définit un volume élémentaire dans l'espace des phases {\displaystyle \delta q\,\delta p=h^{3N}} où h désigne la constante de Planck, en cohérence avec la mécanique quantique. Pour une plage d'énergie donnée, le nombre de configurations microscopiques (ou micro-états) est égal au volume de cette plage d'énergie dans l'espace des phases divisé par le volume élémentaire et le nombre de permutations possibles entre les particules {\displaystyle N!}, les particules étant indiscernables.
Le nombre de micro-états correspondant à une énergie comprise entre {\displaystyle E_{0}} et {\displaystyle E_{0}+\mathrm {d} E} est 
{\displaystyle \Omega (E_{0})=a_{N}{\frac {\mathrm {d} E}{E_{0}}}\left({\frac {E_{0}}{\varepsilon _{0}}}\right)^{\frac {3N}{2}}},
où {\displaystyle \varepsilon _{0}{\frac {\pi ^{2}\hbar ^{2}}{2mV^{2/3}}}} et {\displaystyle a_{N}} est un nombre fonction de N.
On en déduit l'entropie du gaz en fonction de l'énergie :
{\displaystyle {S=k_{B}\log \Omega =Nk_{B}\log \left({\frac {E_{0}}{\varepsilon _{0}}}\right)^{3/2}+k_{B}\log {\frac {dE}{E_{0}}}+k_{B}\log a_{N}\approx Nk_{B}\log \left({\frac {E_{0}}{\varepsilon _{0}}}\right)^{3/2}+k_{B}\log a_{N}}}
Les grandeurs thermodynamiques se calculent ensuite selon :
{\displaystyle {\frac {1}{T}}=\left({\frac {\partial S}{\partial E_{0}}}\right)_{V,N}={\frac {3Nk_{B}}{2E_{0}}}}
{\displaystyle P=-\left({\frac {\partial E_{0}}{\partial V}}\right)_{S,N}={\frac {2E_{0}}{3V}}={\frac {Nk_{B}T}{V}}}

D'où la loi cherchée : 

## Gaz parfait de Laplace

### Définition
Si la capacité thermique à pression constante {\displaystyle C_{P}} d'un gaz parfait ne dépend pas de {\displaystyle T}, il en est de même de la capacité thermique à volume constant {\displaystyle C_{V}} en raison de la relation de Mayer. Le quotient {\displaystyle \gamma =C_{P}/C_{V}} appelé indice adiabatique ne dépend donc pas non plus de la température : dans ce cas, le gaz parfait est dit de Laplace. Pour un gaz parfait de Laplace, on a pour toute transformation :
{\displaystyle \Delta U=C_{V}\,\Delta T}
{\displaystyle \Delta H=C_{P}\,\Delta T}
avec {\displaystyle U} l'énergie interne du gaz et {\displaystyle H} son enthalpie, d'où :
{\displaystyle \Delta H=\gamma \,\Delta U}
Or, la définition de l'enthalpie permet d'écrire :
{\displaystyle \Delta H=\Delta U+\Delta PV}
On en déduit que :
{\displaystyle \Delta PV=\left(\gamma -1\right)\,\Delta U={\gamma -1 \over \gamma }\,\Delta H}
Des valeurs particulières de {\displaystyle \gamma } modélisent le comportement de certains gaz. Pour un gaz parfait monoatomique {\displaystyle \gamma =5/3}, on obtient :
{\displaystyle \Delta PV={2 \over 3}\,\Delta U={2 \over 5}\,\Delta H}
Le comportement de l'argon est très proche d'un gaz parfait monoatomique. Pour un gaz parfait diatomique {\displaystyle \gamma =7/5}, on obtient :
{\displaystyle \Delta PV={2 \over 5}\,\Delta U={2 \over 7}\,\Delta H}
Le comportement du diazote N2 est proche d'un gaz parfait diatomique.

### Loi de Laplace
Dans une transformation adiabatique réversible élémentaire :
{\displaystyle \mathrm {d} U=-P\mathrm {d} V=C_{V}\mathrm {d} T}
{\displaystyle \mathrm {d} H=V\mathrm {d} P=C_{P}\mathrm {d} T}
Cela entraîne :
{\displaystyle \mathrm {d} T={-P.\mathrm {d} V \over C_{V}}={V.\mathrm {d} P \over C_{P}}}
{\displaystyle -\gamma \,{\mathrm {d} V \over V}={\mathrm {d} P \over P}}
Soit en intégrant :
{\displaystyle -\gamma \,\ln {V \over V_{0}}=\ln {P \over P_{0}}}
{\displaystyle P\,V^{\gamma }=P_{0}\,V_{0}^{\gamma }={\text{Cste}}}
Loi de Laplace : 
Compte tenu de l'équation des gaz parfaits, cette relation s'écrit également sous la forme :
Il en résulte, dans une détente adiabatique, un refroidissement considérable, le gaz prenant sur son énergie interne le travail ({\displaystyle -W}), qu'il fournit.
Application numérique
Pour un gaz parfait monoatomique pour lequel {\displaystyle \gamma ={\frac {5}{3}}}, on trouve :
{\displaystyle {\frac {2}{5}}\,\ln {\frac {P}{P_{0}}}=\ln {\frac {T}{T_{0}}}}
Soit, pour une diminution de pression de 90 %, un abaissement de température absolue d'un facteur 0,398. De 300 K, la température descend à 120 K, soit une chute de 180 K. Ce procédé est utilisé dans l'industrie pour obtenir de basses températures. Cependant, la valeur ainsi obtenue ne reflète pas la réalité, car les gaz réels ne sont pas des gaz parfaits à basse température.
Pour les ordres de grandeur, on retient {\displaystyle R\,T\approx } 2 500 J/mol à 300 K. Le travail récupéré dans cette détente est 2500×(180/300) = 900 J/mol.

#### Expérience: détente dans un récipient vide
Une autre loi remarquable est l'échauffement produit quand on laisse pénétrer un gaz parfait de Laplace dans un flacon vide. Le gaz s'engouffre et puis très vite tout redevient chaotique : la température s'uniformise et devient
{\displaystyle T=\gamma T_{0}}
{\displaystyle T_{0}} étant la température externe.
Pour une température externe de 300 K et un gaz parfait monoatomique, on obtient :
{\displaystyle T} = 500 K
soit une élévation de 200 K. Dans la soufflerie de Modane, c'est bien ce que l'on peut observer[réf. souhaitée].
Ainsi, on a deux cas d'expansion du gaz.

#### Cycle de Carnot d'un gaz parfait de Laplace
Un cycle de Carnot moteur d'un gaz parfait a comme le veut le théorème de Carnot, le rendement de Carnot :
{\displaystyle r=1-{\frac {T_{2}}{T_{1}}}}.
Dans le cas présent, tout peut se calculer aisément. Le cycle décrit est (on pourra le dessiner en coordonnées de Clapeyron logarithmiques {\displaystyle \log V}, {\displaystyle \log P}) :
1. Transformation (A → B) : compression isotherme à température basse, {\displaystyle T_{2}}, réversible : il faut donc, pour éviter que le gaz ne s'échauffe, libérer une quantité de chaleur {\displaystyle -Q_{2}>0} à la source froide qui maintient la température {\displaystyle T_{2}} ;
2. Transformation (B → C) : compression de Laplace : la température monte de {\displaystyle T_{2}} à {\displaystyle T_{1}} ;
3. Transformation (C → D) : détente isotherme à haute température {\displaystyle T_{1}}, réversible : pour éviter que le gaz ne se refroidisse, il faut que la source chaude fournisse une quantité de chaleur {\displaystyle Q_{1}>0} ;
4. Transformation (C → A) (le point C a été choisi à l'intersection de l'adiabatique réversible passant par A) : la détente adiabatique réversible ramène la température de {\displaystyle T_{1}} à {\displaystyle T_{2}}, et le gaz à son état initial.

Puisque le gaz est revenu à son état initial, le premier principe de la thermodynamique nous dit que :
{\displaystyle W+Q_{1}+Q_{2}=0}
Le rendement du moteur est le travail récupéré {\displaystyle -W} (donc égal à {\displaystyle Q_{1}+Q_{2}}) divisé par la quantité de chaleur délivrée par la source chaude, soit {\displaystyle Q_{1}} :
{\displaystyle r=1+{\frac {Q_{2}}{Q_{1}}}}
On démontre que :
{\displaystyle {\frac {Q_{1}}{T_{1}}}+{\frac {Q_{2}}{T_{2}}}=0}
d'où :
{\displaystyle r=-{\frac {W}{Q_{1}}}=1-{\frac {T_{2}}{T_{1}}}}.
Ce qui nous donne la formule annoncée.
L'égalité de Clausius :
{\displaystyle {\frac {Q_{1}}{T_{1}}}+{\frac {Q_{2}}{T_{2}}}=0}
provient du fait que le cycle a été réversible : l'entropie totale est restée constante, celle du gaz est nulle car il est revenu dans l'état A. La source 1 a vu son entropie varier de {\displaystyle -Q_{1}/T_{1}}, la source 2 de {\displaystyle -Q_{2}/T_{2}}, d'où l'égalité.

## Détente de Joule
Voici un troisième exemple, la détente de Joule et Gay-Lussac : le gaz parfait est contenu dans un flacon de volume {\displaystyle V_{1}} et est brutalement mis en contact avec un récipient vide de volume {\displaystyle V_{2}}, où il s'engouffre partiellement. Il s'agit d'estimer la température finale, en admettant que les parois, adiabatiques, n'absorbent aucune chaleur.
Dans un premier temps, dans le second récipient, le gaz doit être plus chaud ; si {\displaystyle V_{2}} est très inférieur à {\displaystyle V_{1}}, on doit retrouver {\displaystyle T_{2}=\gamma \,T_{0}}, d'après l'expérience 2. Dans le récipient 1, le gaz qui y reste s'est détendu, il doit être plus froid ; c'est ce que l'on constate. Mais après retour à l'équilibre thermique, comme un gaz parfait est un gaz de Joule, la température ne change pas.

## Propriétés thermodynamiques du gaz parfait

### Énergie interne
L'énergie interne d'une quantité donnée d'un corps pur dépend de deux variables indépendantes (on choisit {\displaystyle T} et {\displaystyle V} dans ce cas). Donc sa différentielle est égale à:
{\displaystyle \mathrm {d} U=\left({\frac {\partial U}{\partial T}}\right)_{V}\mathrm {d} T+\left({\frac {\partial U}{\partial V}}\right)_{T}\mathrm {d} V}
Or l'énergie interne est constituée des énergies cinétiques microscopiques correspondant à l'agitation thermique et des énergies d'interactions microscopiques correspondant aux énergies de liaisons et d'interactions diverses. Dans le cas d'un gaz parfait, par définition, ces dernières énergies restent constantes (pas de réaction chimique ni à fortiori nucléaire, et pas d'interactions entre particules du gaz parfait). Comme l'agitation thermique ne dépend que de {\displaystyle T}, il s'ensuit que l'énergie interne d'un gaz parfait ne dépend que de {\displaystyle T}.
Donc, pour un gaz parfait
{\displaystyle \left({\frac {\partial U}{\partial V}}\right)_{T}=0}
Et on obtient 
{\displaystyle \mathrm {d} U=\left({\frac {\partial U}{\partial T}}\right)_{V}\mathrm {d} T}
Or
{\displaystyle \left({\frac {\partial U}{\partial T}}\right)_{V}=C_{V}} (capacité thermique isochore du gaz parfait).
Il s'ensuit :
{\displaystyle \mathrm {d} U=\left({\frac {\partial U}{\partial T}}\right)_{V}\mathrm {d} T=C_{V}\mathrm {d} T}

### Enthalpie
De même, pour la même raison, l'enthalpie d'un gaz parfait ne dépend que de T :
{\displaystyle H=U+PV}
or pour {\displaystyle n} mol d'un gaz parfait
{\displaystyle PV=nRT}
Donc
{\displaystyle H=U+nRT=f(T)} puisque U ne dépend que de T
La différentielle de l'enthalpie serait égale dans le système de variables indépendantes (T,P dans ce cas) à:
{\displaystyle \mathrm {d} H=\left({\frac {\partial H}{\partial T}}\right)_{P}\mathrm {d} T+\left({\frac {\partial H}{\partial P}}\right)_{T}\mathrm {d} P}
avec
{\displaystyle \left({\frac {\partial H}{\partial P}}\right)_{T}=0}
et
{\displaystyle \left({\frac {\partial H}{\partial T}}\right)_{P}=C_{P}} (Capacité thermique isobare du gaz parfait).
Il s'ensuit :
{\displaystyle \mathrm {d} H=\left({\frac {\partial H}{\partial T}}\right)_{P}\mathrm {d} T=C_{P}\mathrm {d} T}

### Entropie
La variation d'entropie d'un gaz parfait passant d'un état {\displaystyle (P_{1},T_{1})} à {\displaystyle (P_{2},T_{2})} est : 
{\displaystyle \Delta S=S_{2}-S_{1}=C_{P}\,\ln {\frac {T_{2}}{T_{1}}}-nR\,\ln {\frac {P_{2}}{P_{1}}}}  ou encore  {\displaystyle \Delta S=S_{2}-S_{1}=C_{V}\,\ln {\frac {T_{2}}{T_{1}}}+nR\,\ln {\frac {V_{2}}{V_{1}}}}

#### Démonstration
Par définition, la différentielle de l'entropie s'exprime par la relation :
{\displaystyle \mathrm {d} S={\frac {\delta Q}{T}}}
On applique le premier principe :
{\displaystyle \mathrm {d} U=\delta Q-P\mathrm {d} V} (le travail n'étant dû qu'aux forces de pression)
{\displaystyle \delta Q=\mathrm {d} U+P\mathrm {d} V}
d'où :
{\displaystyle \mathrm {d} S={\frac {\mathrm {d} U}{T}}+{\frac {P}{T}}\mathrm {d} V}
Comme dans le cas d'un gaz parfait l'énergie interne ne dépend que de T,
{\displaystyle \mathrm {d} U=C_{V}\mathrm {d} T}
{\displaystyle PV=nRT} et {\displaystyle {\frac {P}{T}}={\frac {nR}{V}}}
il s'ensuit :
{\displaystyle \mathrm {d} S=C_{V}\,{\frac {\mathrm {d} T}{T}}+nR\,{\frac {\mathrm {d} V}{V}}}
En intégrant entre deux états {\displaystyle (T_{1},V_{1})} et {\displaystyle (T_{2},V_{2})} :
{\displaystyle \Delta S=S_{2}-S_{1}=C_{V}\,\int _{T_{1}}^{T_{2}}{\frac {\mathrm {d} T}{T}}+nR\,\int _{V_{1}}^{V_{2}}{\frac {\mathrm {d} V}{V}}}
{\displaystyle \Delta S=S_{2}-S_{1}=C_{V}\,\ln {\frac {T_{2}}{T_{1}}}+nR\,\ln {\frac {V_{2}}{V_{1}}}}
Il est possible d'établir les relations à partir de l'enthalpie au lieu de l'énergie interne :
{\displaystyle H=U+PV}
{\displaystyle \mathrm {d} H=\mathrm {d} U+\mathrm {d} (PV)=\delta Q-P\mathrm {d} V+P\mathrm {d} V+V\mathrm {d} P=\delta Q+V\mathrm {d} P}
d'où :
{\displaystyle \delta Q=\mathrm {d} H-V\mathrm {d} P}
{\displaystyle \mathrm {d} S={\frac {\delta Q}{T}}={\frac {\mathrm {d} H}{T}}-{\frac {V}{T}}\mathrm {d} P}
Comme dans un gaz parfait l'enthalpie ne dépend que de T,
{\displaystyle \mathrm {d} H=C_{P}\mathrm {d} T}
{\displaystyle PV=nRT} et {\displaystyle {\frac {V}{T}}={\frac {nR}{P}}}
d'où :
{\displaystyle \mathrm {d} S=C_{P}\,{\frac {\mathrm {d} T}{T}}-nR\,{\frac {\mathrm {d} P}{P}}}
De façon similaire, en intégrant entre deux états {\displaystyle (T_{1},P_{1})} et {\displaystyle (T_{2},P_{2})} :
{\displaystyle \Delta S=S_{2}-S_{1}=C_{P}\,\ln {\frac {T_{2}}{T_{1}}}-nR\,\ln {\frac {P_{2}}{P_{1}}}}
Pour déterminer la valeur de l'entropie d'un gaz parfait, il suffit alors de connaître une valeur de référence consignée dans les tables thermodynamiques, par exemple (S1).

### Enthalpie libre
Pour un gaz parfait monoatomique, on préfère retenir la valeur de l'enthalpie libre
{\displaystyle G(T,P,N)=U+PV-TS}
{\displaystyle G(T,P,N)=-Nk_{B}T\ln {\frac {P}{P^{0}}}}
avec
{\displaystyle P^{0}(T)={\frac {kT}{\lambda ^{3}}}}
où {\displaystyle \lambda } est la longueur d'onde de Broglie ; elle est donnée par {\displaystyle h/p_{m}} où {\displaystyle h} est la constante de Planck et {\displaystyle p_{m}} est la quantité de mouvement :
{\displaystyle p_{m}={\sqrt {2\pi mkT}}}
On retrouve alors toutes les valeurs données dans les tables (par exemple pour l'argon, le néon…). Les calculs sont à peine plus compliqués pour les gaz diatomiques.

### Capacités thermiques, relation de Mayer
La capacité thermique à volume constant d'un gaz parfait vaut :
{\displaystyle C_{V}=\left({\frac {\partial U}{\partial T}}\right)_{V}}
De même, la capacité calorifique à pression constante d'un gaz parfait vaut :
{\displaystyle C_{P}=\left({\frac {\partial H}{\partial T}}\right)_{P}}
La relation de Mayer est la relation qui existe entre les capacités calorifiques molaires Cp,m et CV,m, d'un gaz parfait.
{\displaystyle H=U+PV}
{\displaystyle \mathrm {d} H=\mathrm {d} U+\mathrm {d} (PV)=\mathrm {d} U+\mathrm {d} (nRT)}
{\displaystyle nC_{P,m}\mathrm {d} T=nC_{V,m}\mathrm {d} T+nR\mathrm {d} T}
D'où :
{\displaystyle C_{P,m}-C_{V,m}=R}
Si l'on applique la formule de Clapeyron donnant la chaleur latente de dilatation l, de transfert latent de chaleur de dilatation (voir Coefficients calorimétriques et thermoélastiques), et on trouve que le coefficient β d'augmentation relative de pression isochore vérifie :
{\displaystyle \beta T=1},
donc :
{\displaystyle U(V,T)} ne dépend pas du volume : un gaz parfait est un gaz de Joule, {\displaystyle U=U(T)}
et l'enthalpie vaut :
{\displaystyle H(P,T)=U+PV=U+nRT} ne dépend donc pas de {\displaystyle P} : un gaz parfait est un gaz de Joule-Thomson (voir Lois de Joule).

## Gaz parfait et théorie cinétique des gaz
Les gaz parfaits font l'objet d'une théorie dite théorie cinétique des gaz expliquant les lois physiques qui les régissent.

## Mélange de gaz parfaits
Pour ce qui est d’un mélange de gaz parfaits, on dispose de la loi de Dalton :
{\displaystyle P=\sum _{i}P_{i}}
où {\displaystyle P_{i}} désigne la pression partielle du gaz i, c'est-à-dire la pression qu’aurait le gaz i s’il occupait seul tout le volume.
Soit un gaz parfait de molécules A occupant un volume {\displaystyle V_{1}}, et un gaz parfait de molécules B de volume {\displaystyle V_{2}}, séparés par une cloison. Ils sont en équilibre (même température {\displaystyle T} et même pression {\displaystyle P_{0}}). Il n'est pas du tout évident que pour une même pression et une même température, le mélange obtenu en enlevant la cloison soit un système de même pression, de même température et de volume {\displaystyle V_{1}+V_{2}}. À titre de comparaison, si l'on mélange 1 L d'eau et 1 L d'alcool, on obtient 1,84 L d'eau alcoolisée ; certes ce ne sont pas des gaz parfaits, mais cela montre que les propriétés ne sont pas toujours additives.
Considérons que les gaz sont chimiquement neutres, c'est-à-dire que les molécules de A et de B n'interagissent pas : d'après le paragraphe précédent :
- A subit alors une détente de Joule de {\displaystyle V_{1}} à {\displaystyle V_{1}+V_{2}}, puisqu'il ne « voit » pas B (pas d'interaction) ;
- symétriquement, B subit une détente de Joule de {\displaystyle V_{2}} à {\displaystyle V_{1}+V_{2}}.

Ainsi la température n'a pas changé et la pression sur les parois est due à A et B, soit :
{\displaystyle P_{A}=P_{0}\left({\frac {V_{1}}{V_{1}+V_{2}}}\right)} pour la contribution de A,
{\displaystyle P_{B}=P_{0}\left({\frac {V_{2}}{V_{1}+V_{2}}}\right)} pour la contribution de B.
La pression totale est {\displaystyle P_{A}+P_{B}=P_{0}} : la pression n'a pas changé, la loi de Mariotte reste donc vraie. En revanche, il y a eu « perte d'information par mixage », il s'agit du théorème de Gibbs.
S'il n'y a pas interaction entre A et B, l'énergie interne est simplement celle de A plus celle de B : la loi de Joule reste vraie. Donc le mélange se comporte comme un gaz parfait.
Le mélange de deux gaz parfaits de Laplace est un gaz parfait de Laplace, mais dont le facteur γ n'est pas la moyenne pondérée des γ : ce sont {\displaystyle C_{V}} et {\displaystyle C_{P}} qui sont les moyennes pondérées.
L'entropie d'un mélange est la somme des entropies de chacun des gaz pris sous sa pression partielle (cf. théorème de Gibbs). En conséquence, un mélange de gaz parfaits est une solution idéale. Les propriétés d'un mélange de gaz parfaits se calculent donc facilement à partir des propriétés de ses constituants à l'état de gaz parfaits purs.

## Au-delà du gaz parfait

### Gaz réel
À basse pression, tous les gaz peuvent être modélisés par un gaz parfait. Lorsque la pression augmente, on ne peut plus négliger les interactions à courte distance, notamment l'effet de taille des molécules et les interactions de type van der Waals.
Un gaz réel a un comportement voisin d'un gaz parfait dans le cas où les distances intermoléculaires sont grandes par rapport à la taille des molécules et à la portée des forces d'interaction. On appelle gaz parfait « associé au gaz réel » le gaz parfait dont la capacité calorifique à pression constante est celle du gaz réel à pression nulle {\displaystyle C_{P}(p=0,T)}. On dresse les tables thermodynamiques d'un gaz réel à partir des corrections apportées à ce gaz parfait associé.

### Gaz parfait quantique
Dans la limite des fortes densités, la nature quantique des atomes ou molécules de gaz doit être prise en compte. On peut donner comme critère que le modèle classique n'est valable que si la distance interatomique est très supérieure à la longueur d'onde de Broglie
{\displaystyle d={\sqrt[{3}]{V/N}}\gg \lambda =h/p}.

### Gaz parfait relativiste
Le gaz parfait relativiste est une généralisation du gaz parfait aux cas où les particules de gaz ont des vitesses proches de celles de la lumière. Il faut alors prendre en compte les effets de la relativité dans le calcul des différentes propriétés du gaz. Ainsi, si la loi des gaz parfaits reste valable, l'énergie et la chaleur spécifique sont modifiées par les effets relativistes.